# بيدرو إيبارا
بيدرو إيبارا (بالإسبانية: Pedro Ibarra) هو لاعب هوكي الحقل أرجنتيني، ولد في 11 سبتمبر 1985 في San Fernando, Buenos Aires ‏ في الأرجنتين.

## وصلات خارجية
- بيدرو إيبارا على موقع الاتحاد الدولي للهوكي (الإنجليزية)
- بيدرو إيبارا على موقع أوليمبيديا (الإنجليزية)
- بيدرو إيبارا على موقع اللجنة الأولمبية الأرجنتينية (الإسبانية)